# Терещенко, Алексей Владимирович
Алексей Владимирович Терещенко (род. 16 декабря 1980, Можайск, РСФСР, СССР) — российский хоккеист, нападающий. Трёхкратный чемпион мира (2008, 2009, 2012), пятикратный чемпион России (2000, 2005, 2006, 2008, 2010). Заслуженный мастер спорта России (2009).

## Биография
Родился и вырос в подмосковном Можайске. Воспитанник динамовской спортивной школы (первый тренер Александр Филиппов). Первое время (1998—2005) играл за «Динамо». Затем за казанский «Ак Барс». С сезона 2007/08 по сезон 2008/09 играл на позиции нападающего в клубе «Салават Юлаев» (Уфа). В первом же сезоне, проведённом в этом клубе, стал чемпионом России. В 2008 году в составе сборной России стал чемпионом мира. В финальном матче со сборной Канады забил одну шайбу. В 2009 году вернулся в «Ак Барс», за который выступал до 2014 года. На зимних Олимпийских играх 2010 года был запасным. Летом 2014 года подписал контракт с московским «Динамо».
В 2018 году подписал контракт с клубом «Динамо» Минск.
В период с 2006 по 2011 годы не сыграл только в двух российских хоккейных финалах — 2009 и 2011.

## Личная жизнь
Жена Виктория, дочь Анастасия, сын Александр.

## Достижения
- Пятикратный чемпион России (2000, 2005 — «Динамо» Москва; 2008 — «Салават Юлаев»; 2006, 2010 — «Ак Барс»).
- Обладатель Кубка европейских чемпионов 2007 в составе «Ак Барса».
- Обладатель Кубка Гагарина 2010 в составе «Ак Барса».
- Трёхкратный чемпион мира (2008, 2009, 2012).
- Серебряный призёр (2010).
- Участник матча звёзд КХЛ (2009, 2010).

## Награды
- Медаль ордена «За заслуги перед Отечеством» II степени (30 июня 2009) — за большой вклад в победу национальной сборной команды России по хоккею на чемпионатах мира в 2008 и 2009 годах[3]

## Статистика
| Легенда | Легенда                    | Легенда | Легенда                   | Легенда | Легенда    |
| ------- | -------------------------- | ------- | ------------------------- | ------- | ---------- |
| И       | Количество проведённых игр | Штр     | Штрафное время            | +/−     | Плюс-минус |
| Г       | Голы                       | П       | Голевые передачи          | О       | Очки       |
| -       | Статистика неизвестна      | —       | Статистика не учитывалась |         |            |